# Servo di Dio

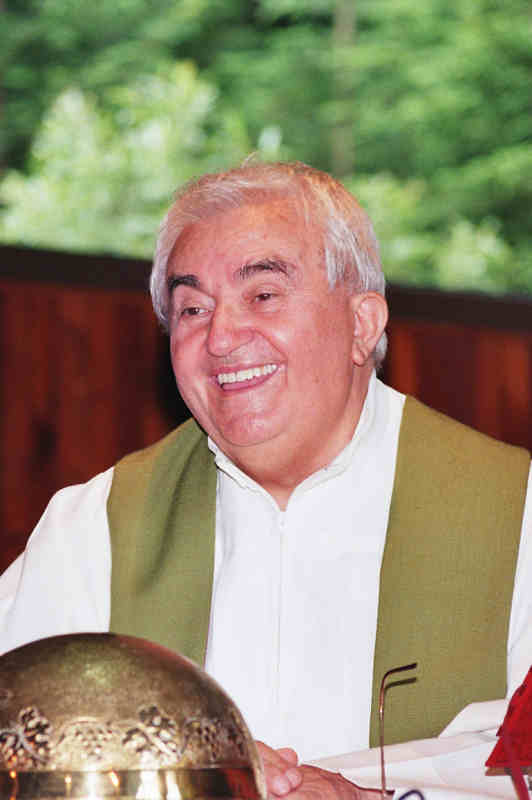
Don Oreste Benzi, servo di Dio dal 2014

Servo di Dio è il titolo che la Chiesa cattolica assegna al fedele defunto di cui è stato canonicamente avviato il processo di beatificazione e canonizzazione, il quale è ritenuto godere di una certa fama di santità e che in vita si sia distinto per santità di vita.
È lecito venerare con il culto pubblico solo coloro che sono stati proclamati beati o santi. Fino a quel momento, perciò, può essere incoraggiata solo la devozione privata al servo di Dio, e non è permesso invocare la sua intercessione nelle cerimonie liturgiche, collocare immagini nelle chiese, aggiungere l'aureola ai suoi ritratti, e via dicendo. Il passo successivo del processo di canonizzazione è la promulgazione dei decreti circa le virtù eroiche o sul martirio, che conferiscono al servo di Dio il titolo di venerabile.
Il titolo non è da confondersi con servus servorum Dei ("servo dei servi di Dio"), che è uno dei titoli propri del papa, introdotto da papa Gregorio I.

## La prima tappa del processo di canonizzazione

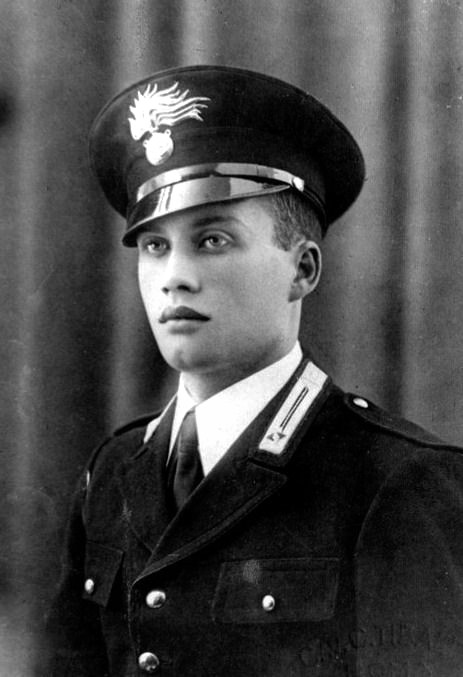
Salvo D'Acquisto, vicebrigadiere dei Carabinieri, è un esempio di laico dichiarato servo di Dio

La canonizzazione rappresenta l'apice di un percorso composto da diversi gradini, ognuno dei quali è indispensabile per dichiarare un fedele defunto santo. Inizialmente, il candidato deve essere riconosciuto come servo di Dio, successivamente acquisire il titolo di venerabile, essere proclamato beato e infine potrà essere dichiarato santo.
Il termine servo di Dio, come è stato detto, è attribuito a un fedele cattolico per il quale è stata avviata la causa di beatificazione e canonizzazione. Ecco, in breve, le fasi principali del processo di beatificazione e canonizzazione:
1. la prima fase del processo di canonizzazione inizia, dopo 5 anni dalla morte del candidato, a livello diocesano con l'apertura ufficiale di un'inchiesta, durante la quale il candidato viene dichiarato servo di Dio. Il vescovo, nell'istituire l'inchiesta, nomina un tribunale composto da un suo delegato, un promotore di giustizia (con il corrispondente promotore della fede), un notaio attuario e il postulatore, persona preposta a raccogliere documenti e testimonianze che possano aiutare a ricostruire la vita e la santità del soggetto in questione. L'obiettivo è quello di verificarne l'eroicità delle virtù, ossia la dimostrazione della disposizione abituale da parte del candidato ad aver compiuto il bene con fermezza, continuità e senza esitazioni durante la sua vita. In alcuni casi, la verifica si concentra sui requisiti del martirio o sull'offerta della vita. La ricostruzione avviene seguendo due approcci: attraverso l'ascolto delle testimonianze orali di coloro che hanno conosciuto il servo di Dio e possono fornire dettagli precisi su fatti, eventi e parole; e attraverso la raccolta di documenti e scritti relativi al fedele defunto. Una commissione storica, poi, raccoglie tutti i documenti relativi al servo di Dio e ai suoi scritti. Infine, due censori teologi valutano tali scritti per verificare la conformità alla fede e alla morale. Tutte le informazioni vengono poi sigillate durante una sessione di chiusura, presieduta dal vescovo;[4]
2. conclusa la prima fase del processo, gli atti passano al Dicastero delle cause dei santi dal quale si attende il decreto con il quale si dichiara la pratica in modo eroico delle virtù cristiane da parte del soggetto in questione: a questo punto quest'ultimo può essere chiamato venerabile;[13]
3. infine si attende e si analizza un miracolo ottenuto per l'intercessione del venerabile, che, una volta accertato da una commissione esperta, potrà aprire la strada alla sua beatificazione; dopo un secondo miracolo approvato si attribuisce al beato il titolo di santo.[14]